# Grenzschutz der DDR
Der Grenzschutz der DDR war eine 1990 aufgebaute, unter der DDR-Regierung de Maizière dem Ministerium des Innern unterstellte, polizeiliche Grenzschutzorganisation der DDR, die mit der Herstellung der Einheit Deutschlands in den Bundesgrenzschutz (BGS) übernommen wurde.

## Geschichte des Grenzschutzes der DDR

### Vorgeschichte zum Grenzschutz der DDR
Im Herbst 1989 waren die Grenztruppen der DDR als dem Ministerium für Nationale Verteidigung (MfNV) unterstehende, eigenständige militärische Formation der Bewaffneten Organe der DDR zur Sicherung der territorialen Integrität und Überwachung an der land- und seeseitigen Staatsgrenze der DDR reorganisiert worden.
Die Grenzkommandos Nord und Süd wurden zu Grenzbezirkskommandos, die Grenzregimenter zu Grenzkreiskommandos und die Grenzausbildungsregimenter zu Grenzausbildungszentren umgebildet. Das Grenzkommando Mitte blieb in bisheriger Struktur bestehen.
Damit erfolgte eine Gleichsetzung mit den Strukturen der Polizei. Allerdings wurde weder auf die Unterstellung der Grenztruppen unter das Ministerium für Nationale Verteidigung noch auf die militärische (Gefechts-)Aufgabenstellung an die Grenztruppen verzichtet.
Bei der Grenzöffnung in Berlin am 9. November 1989 und an der DDR-Staatsgrenze West in den Folgetagen, bei der Neueinrichtung von Grenzübergangsstellen (GÜST) und der Beseitigung der Sperranlagen, fiel kein einziger Schuss.
Am 14. Dezember 1989 behandelte der Ministerrat der DDR die Zuordnung der Aufgaben der Passkontrolle und Fahndung zu den Grenztruppen der DDR.  Laut Anordnung Nr. 1/90 des Ministerrates vom 11. Januar 1990 wurde  die operative Führungsstelle der PKE (in Berlin, Schnellerstraße) dem Kommando Grenztruppen unterstellt.

### Grenzschutz der DDR in der Formierung
Anfang Januar 1990 gab der damalige Vorsitzende des Ministerrates der DDR, Hans Modrow, die Anweisung zur Vorbereitung des Aufbaus eines „Grenzschutzes der DDR“ bei gleichzeitiger Reduzierung der Grenztruppen der DDR um 50 Prozent des Personals auf 28.000, unter Einschluss der bisher der NVA unterstellten 6. Grenzbrigade Küste und der Passkontrolleinheit (PKE) der ehemaligen Hauptabteilung VI des MfS.
Im Beschluss des Ministerrats vom 2. März 1990 war vorgesehen, einen zivilen Grenzschutz der DDR weiter zu formieren und bis zum 31. Dezember 1990 dem Minister des Innern zu unterstellen. Ein auszuarbeitendes Grenzschutzgesetz sollte die Aufgaben, Befugnisse, Struktur und Führung des Grenzschutzes sowie das Dienstverhältnis regeln. Mit dem Inkrafttreten dieses Gesetzes sollte die Umbenennung der Grenztruppen der DDR in Grenzschutz der DDR erfolgen.
Am 2. April 1990 erteilte der Minister für Nationale Verteidigung, Admiral Theodor Hoffmann, den Befehl Nr. 46/90 zur Bildung des Grenzschutzes der DDR, der die Grundsatzentscheidung des DDR-Ministerrats vom 14. Dezember 1989 aufnahm. Der formierte Grenzschutz der DDR blieb zugehörig zu den Grenztruppen (und damit zum MfNV).

### Umunterstellung beim Grenzschutz der DDR
Nach Bildung der Regierung de Maizière in der DDR im April 1990 blieb es zunächst bei der Festlegung, dass die aufgebauten Dienststellen des Grenzschutzes der DDR bis 31. Dezember 1990 schrittweise an den Innenminister zu übergeben waren.
Im Zusammenhang mit dem Inkrafttreten der „Währungs-, Wirtschafts- und Sozialunion“ zwischen der Bundesrepublik Deutschland und der Deutschen Demokratischen Republik am 1. Juli 1990 wurden mit Befehl Nr. 10/90 des Ministers für Abrüstung und Verteidigung, Rainer Eppelmann, vom 26. Juni 1990 „die Maßnahmen der Grenzüberwachung und der Kontrolle des grenzüberschreitenden Verkehrs“ an der DDR-Staatsgrenze West und zu West-Berlin gegenüber Inländern beider deutscher Staaten eingestellt.  Zugleich wurde vorfristig der für die fortzuführenden Kontrollen an den Grenzen zur Republik Polen, zur ČSFR, an den Seegrenzen und Flughäfen formierte Grenzschutz der DDR in operativen Fragen dem Minister des Innern, Peter-Michael Diestel, unterstellt.
Am 5. Juli 1990 befahl der Stellvertreter des Ministerpräsidenten und Minister des Innern der DDR, Peter-Michael Diestel, auf der Grundlage eines Beschlusses des Ministerrates „über die weitere Formierung, die Führung und den Einsatz des Grenzschutzes der DDR“, im Geschäftsbereich des Ministeriums des Innern eine Hauptdirektion Grenzschutz zu bilden und einen polizeilichen Grenzschutz mit circa 7000 Stellen für Polizisten sowie circa 1000 Stellen für Verwaltungspersonal zu formieren.
Erster Chef dieses polizeilichen Grenzschutzes wurde der letzte Innenminister der DDR-Regierung Modrow und spätere Berater Diestels, Generalinspekteur für operative Fragen Lothar Ahrendt, erster Stabschef der ehemalige Stellvertretende Chef des Stabes der Grenztruppen, Frithjof Banisch.
Mit dem Ländereinführungsgesetz vom 22. Juli 1990 wurden der Zoll- und Grenzschutz ausschließlich der Republik-Gesetzgebung zugeordnet;
das Polizeiaufgabengesetz vom September 1990 bezog sich demzufolge nur auf die Polizeien der Länder.

## Gliederung im Grenzschutz der DDR
In Erwartung der Herstellung der Einheit der beiden deutschen Staaten und unter beratender Einflussnahme des Bundesministeriums des Innern, vor allem von Ulrich Kersten, orientierten sich Aufbau und Organisation des polizeilichen Grenzschutzes der DDR bereits eng am Bundesgrenzschutz der Bundesrepublik Deutschland.
Die Hauptdirektion Grenzschutz (mit circa 250 Angehörigen) im Ministerium des Innern der DDR in Berlin führte folgende Formationen und Kräfte:
- An Grenze zur Tschechischen und Slowakischen Föderativen Republik (ČSFR)[26]
  - das Grenzschutzamt Pirna – mit zwölf Grenzschutzstellen (Schönberg, Carlsfeld, Oberjugel, Oberwiesenthal, Reizenhain, Olbernhau, Zinnwald, Bahratal, Schmilka, Bad Schandau, Ebersbach, Seifhennersdorf) und zwei mobilen Fahndungsgruppen (Marienberg und Pirna) – mit circa 700 Angehörigen;
- An der Grenze zur Republik Polen (RP)
  - das Grenzschutzamt Frankfurt (Oder) –  an zwölf Grenzschutzstellen (Zittau, Görlitz, Bad Muskau, Forst, Guben, Eisenhüttenstadt, Frankfurt/Oder, Marxwalde, Schwedt/Oder, Pomellen, Linken, Rieth) und zwei mobilen Fahndungsgruppen (Forst und Schwedt) – mit circa 870 Angehörigen;
- Entlang der Seegrenze der DDR und der Ostseeküste
  - das Grenzschutzamt Rostock – mit fünf Grenzschutzstellen (Ahlbeck, Stralsund, Warnemünde, Wismar, Saßnitz) mit zwei Bootsfahndungsgruppe und Rostock mit Bootsfahndungsgruppe sowie den mobilen Fahndungsgruppen (Rostock und Bansin) – mit circa 580 Angehörigen;
- An Flughäfen der DDR
  - das Grenzschutzamt Flughäfen – Sitz in Schönefeld mit sechs  Grenzschutzstellen (Schönefeld, Erfurt, Leipzig, Dresden, Barth und Heringsdorf) – mit circa 120 Angehörigen (ohne Personal für Objektschutz, Außensicherung, Terrorabwehr und Flugsicherheit).
- Dazu gehörten auch:
  - das Grenzschutzkommando Ost –Sitz in Pätz – mit 225 Angehörigen
    - mit drei Grenzschutz-Einsatzabteilungen (in Perleberg, Eisenach und Berlin-Wilhelmshagen – jeweils circa 750 Angehörige in drei Grenzschutz-Hundertschaften und einer Stabshundertschaft),
    - der Grenzschutzabteilung Ausbildung in Suhl und
    - dem Grenzschutz-See mit zwei Flottillen (in Warnemünde und Saßnitz);

  - die Grenzschutz-Schule in Suhl;
  - die Hubschrauber-Einheit in den Hubschrauber-Staffeln in Laage, Marienberg und Diepensee sowie Wartungsbasen in Nordhausen und Diepensee – mit circa 290 Angehörigen;
  - das Versorgungslager in Neuseddin, die Werkstatt für Kontroll- und Sicherungstechnik in Berlin-Ahrensfelde, die Werkstatt für Grenzübergangsstellen-Anlagen in Berlin und die Nachrichtenwerkstatt.[27]

## Personalauswahl für den Grenzschutz der DDR
Die Planstellen des Grenzschutzes waren nach den Festlegungen des Innenministeriums für Bewerber aus der Deutschen Volkspolizei, den Grenztruppen der DDR und der Zollverwaltung der DDR auszuschreiben, wobei lediglich 75 Prozent der Stellen aufzufüllen waren, um nach Herstellung der staatlichen Einheit die weiteren Stellen mit Beamten des Bundesgrenzschutzes (BGS) zu besetzen.
Bereits in der Aufbauphase überwachte die Bundesregierung den Aufbau des Grenzschutzes sehr eng mit Hilfe von Beratern beim Innenministerium der DDR.
Für die im Juli 1990 veröffentlichten Ausschreibungen wurden durch das Innenministerium der DDR bestimmte Einstellungskriterien erlassen, die mit dem Bundesministerium des Innern abgestimmt waren. Darin wurde festgelegt, dass „keine Angehörigen […] der Grenztruppen, sofern sie im Zusammenhang mit der Tötung oder Verletzung von Menschen durch Schusswaffenanwendung im Grenzdienst stehen, in den Grenzschutz eingestellt […] werden.“ Die Auswahl der Bewerber oblag Personalauswahlkommissionen des Innenministeriums der DDR, die auch über die Einhaltung der Auswahlkriterien zu wachen hatten. Etwa 3500 Angehörige der Grenztruppen wurden bis September 1990 für den Grenzschutz der DDR ausgewählt.
Die aus dem Bereich des Ministers für Abrüstung und Verteidigung für den Grenzschutz ausgewählten Angehörigen der NVA und der Grenztruppen wurden aus dem aktiven Wehrdienstverhältnis entlassen und schlossen mit dem Grenzschutz der DDR einen neuen Dienstvertrag mit in der Regel niedrigeren Dienstbezeichnungen der Deutschen Volkspolizei.
Hinzu kamen circa 1800 Angehörige der mit den bahnpolizeilichen Aufgaben in der DDR betrauten Transportpolizei, circa 1200 Angehörige der Passkontrolleinheiten der ehemaligen Hauptabteilung VI des MfS sowie 200 ehemalige Angehörige des MfS aus anderen Diensteinheiten (z. B. Terrorabwehr, Personenschutz) und im Wege der Organleihe circa 60 Angehörigen der Bahnpolizei der Deutschen Reichsbahn aus West-Berlin, die keine DDR-Bürger waren.
Weiterhin wurden in den Grenzschutz ehemalige Angehörige der Zollverwaltung (vor allem an den Grenzübergängen und den Flughäfen, wo sie mit der Kontrolle der Sicherheit des Luftverkehrs betraut waren) eingestellt sowie Angehörige der Bereitschaftspolizei des Ministeriums des Innern und der Betriebsschutzkommandos der Volkspolizei an den Flughäfen, der Kriminalpolizei, der NVA (vor allem Hubschrauberpiloten, Techniker und Angehörige der Marine für die Seeüberwachung) und verschiedene Zivilbeschäftigte ausgewählt. Als Bekleidung war die Uniform der Deutschen Volkspolizei mit dem schildförmigen Ärmelaufnäher „Grenzschutz“ vorgesehen.

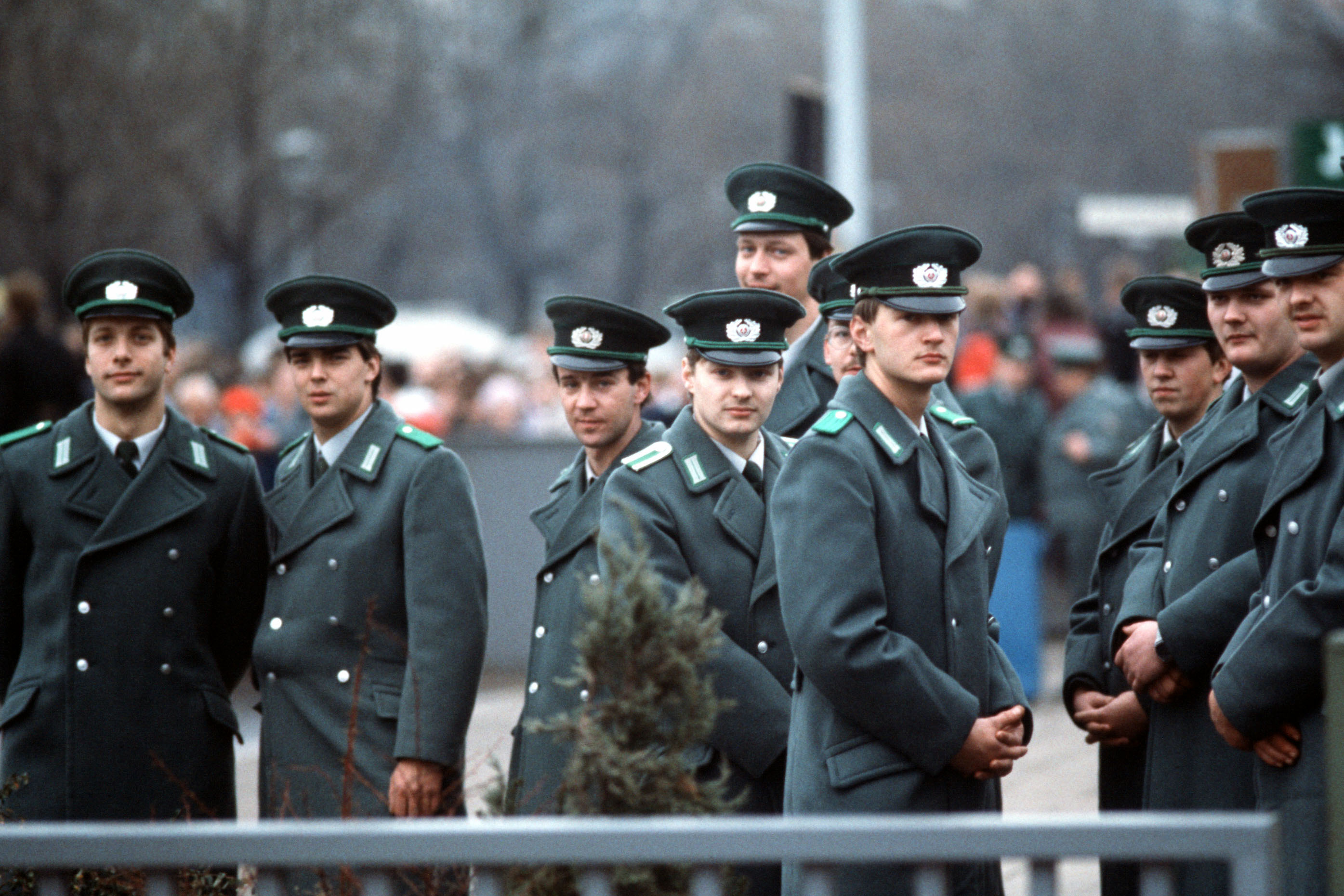
Uniform der Volkspolizei Berlin Brandenburger Tor (Dezember 1989)
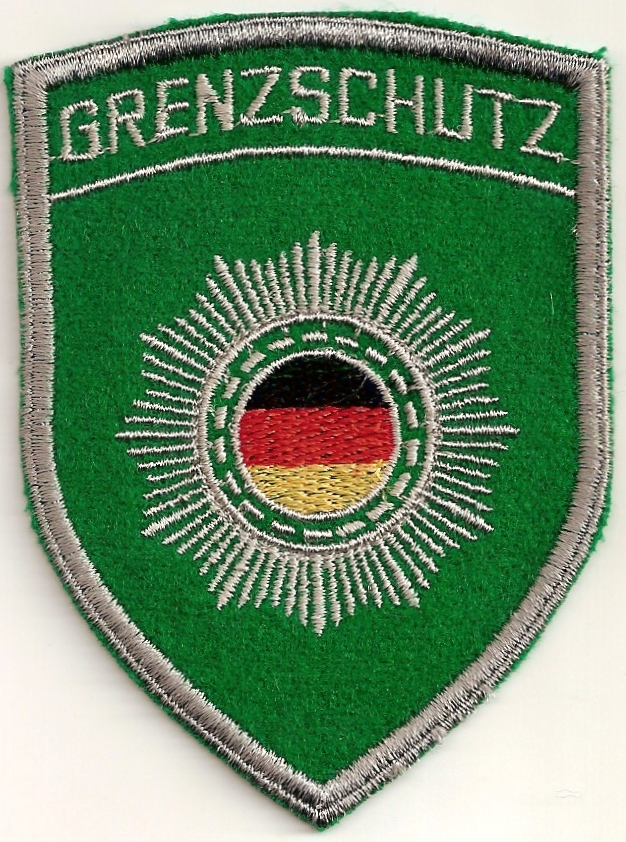
Ärmelaufnäher für Angehörige im Grenzschutz der DDR
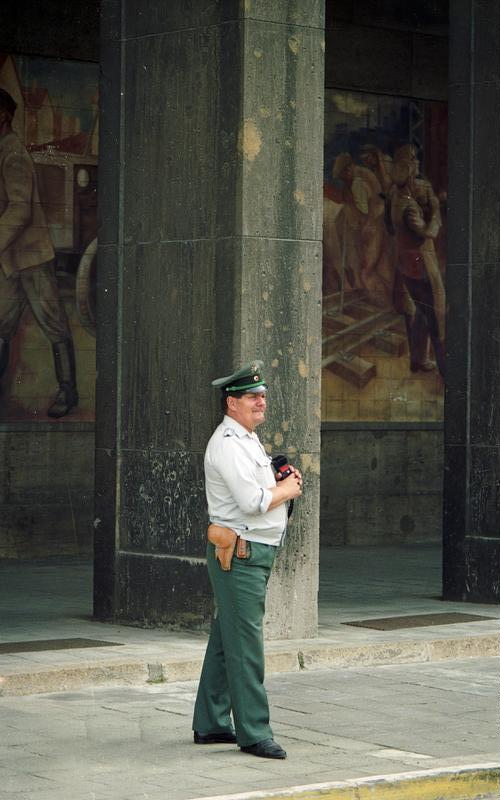
Vorgesehen: VP-Uniform für Angehörige im Grenzschutz der DDR.

Die volle Realisierung des neuen Grenzsystems kam durch die Umwälzungen in den Jahren 1989/90 nicht mehr zum Tragen.

## Übergang in die Bundeszuständigkeit
Die Regierungen der DDR und der Bundesrepublik vereinbarten im Einigungsvertrag, dass der Grenzschutz der DDR in Bundeszuständigkeit übernommen wird. Dadurch galten die Beschäftigungsverhältnisse der Angehörigen des Grenzschutzes der DDR ab dem 3. Oktober 1990 zum Bund fort. Personal und Struktur des Grenzschutzes der DDR wurde am 3. Oktober 1990 vollständig vom Bundesgrenzschutz (BGS) übernommen.
Die bisherige Hauptdirektion Grenzschutz in Berlin wurde eine Außenstelle der Grenzschutzdirektion Koblenz.
Das Grenzschutzkommando Ost wurde als Teil der bereitschaftspolizeilichen Verbände des BGS verselbständigt, erhielt die Fliegerstaffeln unterstellt und gliederte die Verwaltung der Grenzschutzabteilungen zur Grenzschutzverwaltung Ost aus, die Flottille des Grenzschutz der DDR wurde dem BGS See angegliedert. Die Grenzschutzämter wurden der Grenzschutzdirektion Koblenz unterstellt.